# 巴氏獨指花鮨
巴氏獨指花鮨，為輻鰭魚綱鱸形目鱸亞目鮨科的其中一種，分布於中東太平洋的土阿莫土群島海域，棲息深度200-250公尺，體長可達20.4公分，為底棲性魚類，屬肉食性，生活習性不明。

## 擴展閱讀
維基物種上的相關：巴氏獨指花鮨